# Чапаті
Чапаті (альтернативне написання chapathi; вимовляється як IAST: capātī, capāṭī, cāpāṭi IAST), також відомий як роті, rooti, rotee rotli, rotta, safati, shabaati, phulka (маратхі), chapo (у Східній Африці), sada roti (у Карибському басейні), полі та роші (на Мальдівах), — бездріжджовий корж, що походить з Індійського субконтиненту та є основним продуктом харчування в Індії, Непалі, Бангладеш, Пакистані, Шрі-Ланці, Аравійському півострові, Східній Африці та Карибський басейн. Чапаті готують із цільнозернового борошна, відомого як атта, замішують у тісто з водою, олією (за бажанням) і сіллю (за бажанням) у посуді для змішування, який називається парат, і готують на таві (плоскій сковороді).
Це звичайний продукт харчування на Індійському субконтиненті, а також серед вихідців з Індійського субконтиненту по всьому світу. Чапаті також були завезені в інші частини світу іммігрантами з індійського субконтиненту, зокрема індійськими купцями в Центральній Азії, Південно-Східній Азії, Східній Африці та Карибському басейні.

## Етимологія
Слово чапаті походить від санскритського слова चर्पटी (charpaṭī). Від санскриту *चर्प (charpa, «плоский»).

## Історія
| {{{name}}} Харчова цінність в 100 г продукту |               |
| --- | ------------- |
| Енергетична цінність 298 ккал / 1247 кДж |               |
| \| Білки \| {{{protein}}} \| \| Жири \| {{{fat}}} \| \| Вуглеводи \| 46,36 г \| \| \| \| \| Тіамін (B1) \| 0,55 мг \| \| Ніацин (B3) \| 6,78 мг \| \| \| \| \| Кальцій \| 93 мг \| \| Залізо \| 3 мг \| \| Магній \| 409 мг \| \| Фосфор \| 184 мг \| \| Калій \| 266 мг \| \| Цинк \| 1,57 мг \| \| \| \| |               |
| Link to USDA Database entry |               |
| Білки | {{{protein}}} |
| Жири | {{{fat}}}     |
| Вуглеводи | 46,36 г       |
| |               |
| Тіамін (B1) | 0,55 мг       |
| Ніацин (B3) | 6,78 мг       |
| |               |
| Кальцій | 93 мг         |
| Залізо | 3 мг          |
| Магній | 409 мг        |
| Фосфор | 184 мг        |
| Калій | 266 мг        |
| Цинк | 1,57 мг       |
| |               |

Чапаті — це форма роті або ротта (хліб). Ці слова часто використовуються як синоніми. Слово чапат (маратхі चापट) означає «ляпас» або «пласка», що описує традиційний метод формування круглих шматочків тонкого тіста шляхом плескання тіста мокрими долонями. З кожним ударом шматок тіста обертається.
Чапаті — одна з найпоширеніших форм пшеничного хліба, основного продукту харчування на Індійському субконтиненті. Карбонізовані зерна пшениці, виявлені під час розкопок у Мохенджо-Даро, подібні до ендемічного виду пшениці, який все ще зустрічається в Індії. Відомо, що долина Інду є однією з прабатьківщини культивованої пшениці.
Чапаті разом із роті були завезені в інші частини світу іммігрантами з індійського субконтиненту, зокрема індійськими купцями, які оселилися в Південно-Східній Азії та на островах Карибського моря.

## Кулінарія
Чапаті готують з м'якого тіста, що складається з пшеничного борошна та води. Воно має більш тонкий помел, ніж більшість цільнозернового борошна західного зразка.
Тісто для чапаті зазвичай готують із борошна та води, замішують кісточками рук, стиснутими в кулак, і залишають відпочивати принаймні на 10 або 15 хвилин до години, щоб клейковина в тісті відпочила. Після вистоювання тісто стає більш м'яким і податливим. Невеликі частини тіста відщипують і формують круглі кульки, які притискають двома долонями, щоб утворити диски, які потім занурюють у борошно та розкочують на круглій дошці для розкочування (чакла), використовуючи качалку, відому як велан або белан, у плоский диск. Існують також автоматичні виробники роті, які автоматизують весь процес.
Потім розкачане тісто викладаємо на розігріту суху таву і обсмажуємо з обох боків. У деяких регіонах індійського субконтиненту чапаті лише частково готують на сковороді, а потім готують прямо на вогні, що робить їх роздутими. Гаряча пара швидко готує чапаті зсередини. У деяких частинах північної Індії та східного Пакистану це називається пхулка. У південних частинах Індії його називають пулка. Також можна надути роті прямо на таві. Після приготування чапаті часто поливають маслом або топленим маслом. У західних регіонах Махараштри трохи олії додають всередину розкачаного тіста, а потім кладуть на таву; це відрізняється від паратхи.
Діаметр і товщина чапаті відрізняються від регіону до регіону. Чапаті, які готують на домашній кухні, зазвичай не перевищують 15 сантиметрів (6 дюйм) до 18 сантиметрів (7 дюйм) у діаметрі, оскільки тава, на якій вони виготовляються, має такі розміри, які зручно підходять для домашньої плити. Тави традиційно виготовляли з неглазурованого глиняного посуду, але тепер зазвичай виготовляють із металу. Форма скалки також відрізняється від регіону до регіону. Деякі домогосподарства просто використовують кухонну стільницю як різновид кондитерської дошки, але круглі плоскі «дошки» з дерева, каменю або нержавіючої сталі доступні спеціально для розкочування чапаті.
У більшості частин Індійського субконтиненту існує різниця між чапаті та іншими спорідненими коржами, які їдять у регіоні, такими як роті, паратха, кульча, пурі та наан, на основі техніки приготування, текстури та використання різних типів борошна. Наприклад, паратхи або готують шарами, змащуючи їх топленим маслом, згортаючи та знову розгортаючи в диск, який після приготування виходить пластівцем, або наповнюють шпинатом, далом або вареною редькою чи картоплею. Паратхи в основному готують із борошна універсального призначення замість цільнозернового.
В Індії є багато регіональних сортів чапаті:
- Панір чапаті: тертий панір додають до звичайного тіста для чапаті, яке також називають «панір паратха».
- Чапаті з редьки/мулангі: терту редьку та порошок куркуми додають у тісто, і чапаті зазвичай густе. Його часто споживають водії вантажівок, які їдять у придорожніх дгабах під час тривалих поїздок. Його також називають «мулі паратха».
- Чапаті, фарширований овочами: пюре з моркви, картоплі, гороху та пажитнику злегка обсмажують у соусі масала. Ці чапаті зазвичай подають у згорнутому вигляді, і багато домогосподарств готують їх із власних комбінацій доступних овочів.

На Мальдівах чапаті традиційно їдять на сніданок разом із стравою, відомою як мас гуні.
Лепкі хлібці є основними продуктами індійської кухні. Чапаті добре поєднуються з карі, сухими сабзі або сабджі (овочами, приготованими в соусі), чатні або далом.

## Галерея

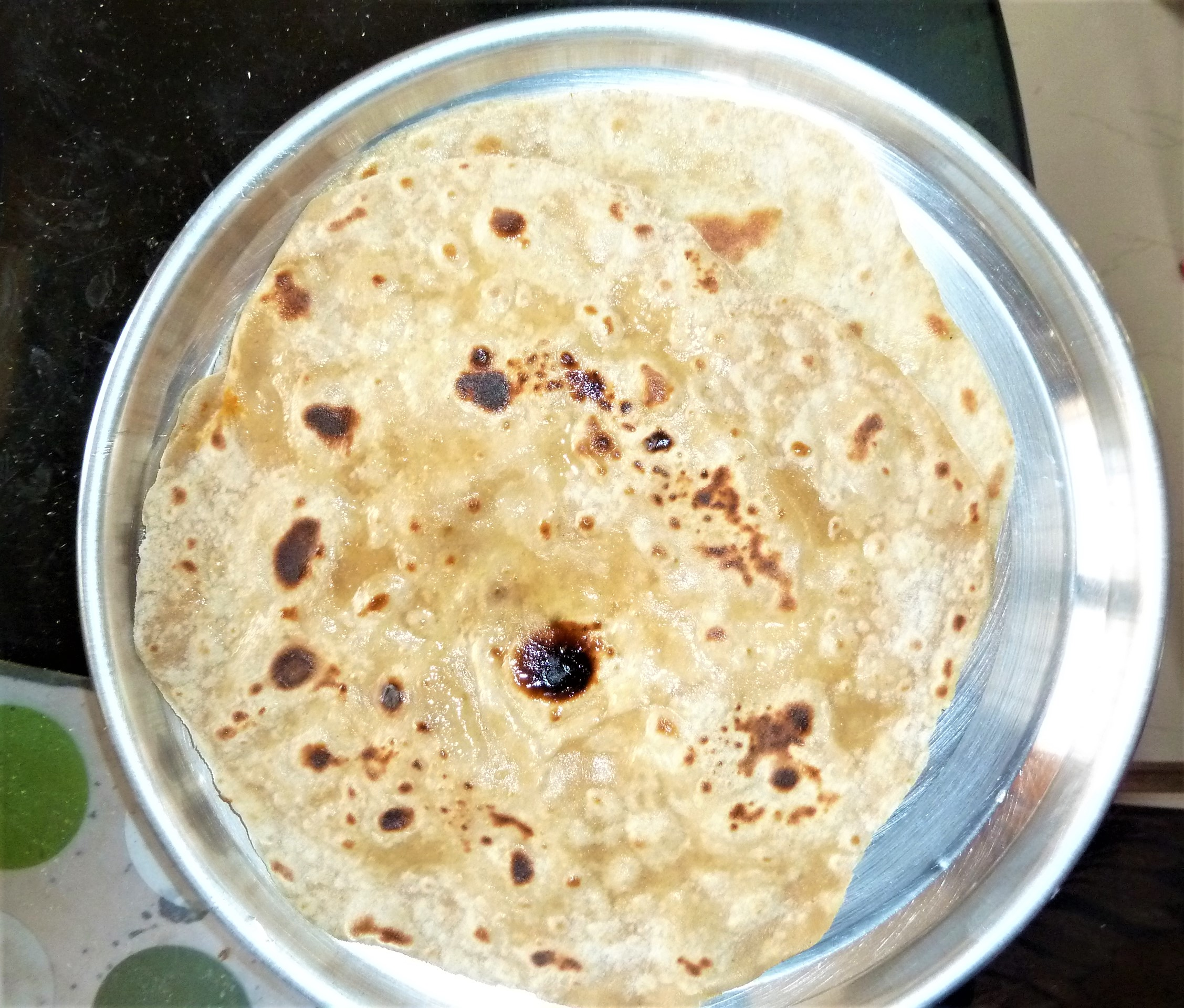
Чапаті
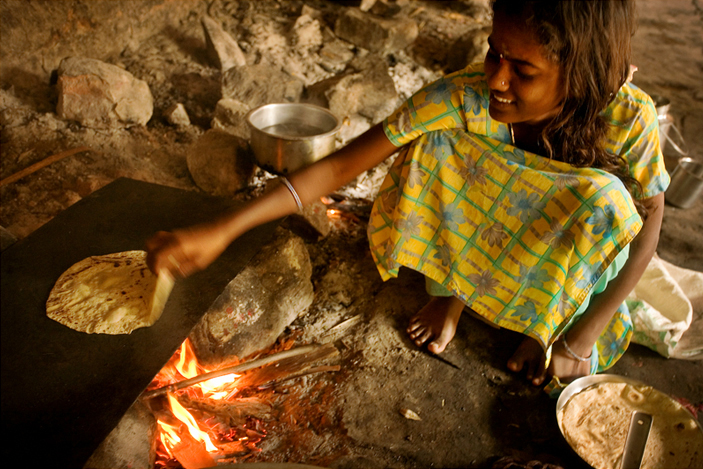
Дівчина випікає чапаті традиційним способом
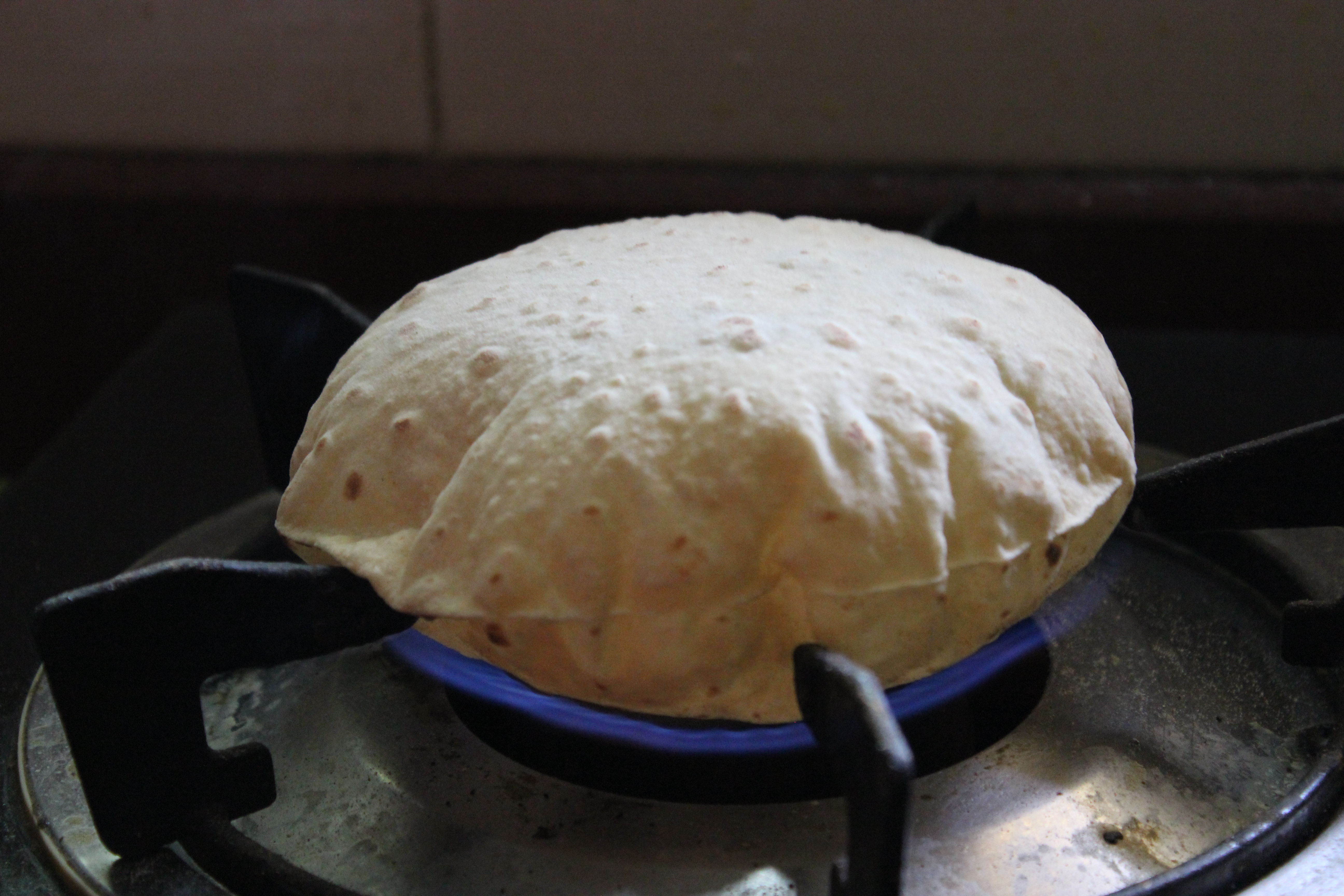
Чапаті готують на відкритому вогні, коли частково варять натаві, який розпушує
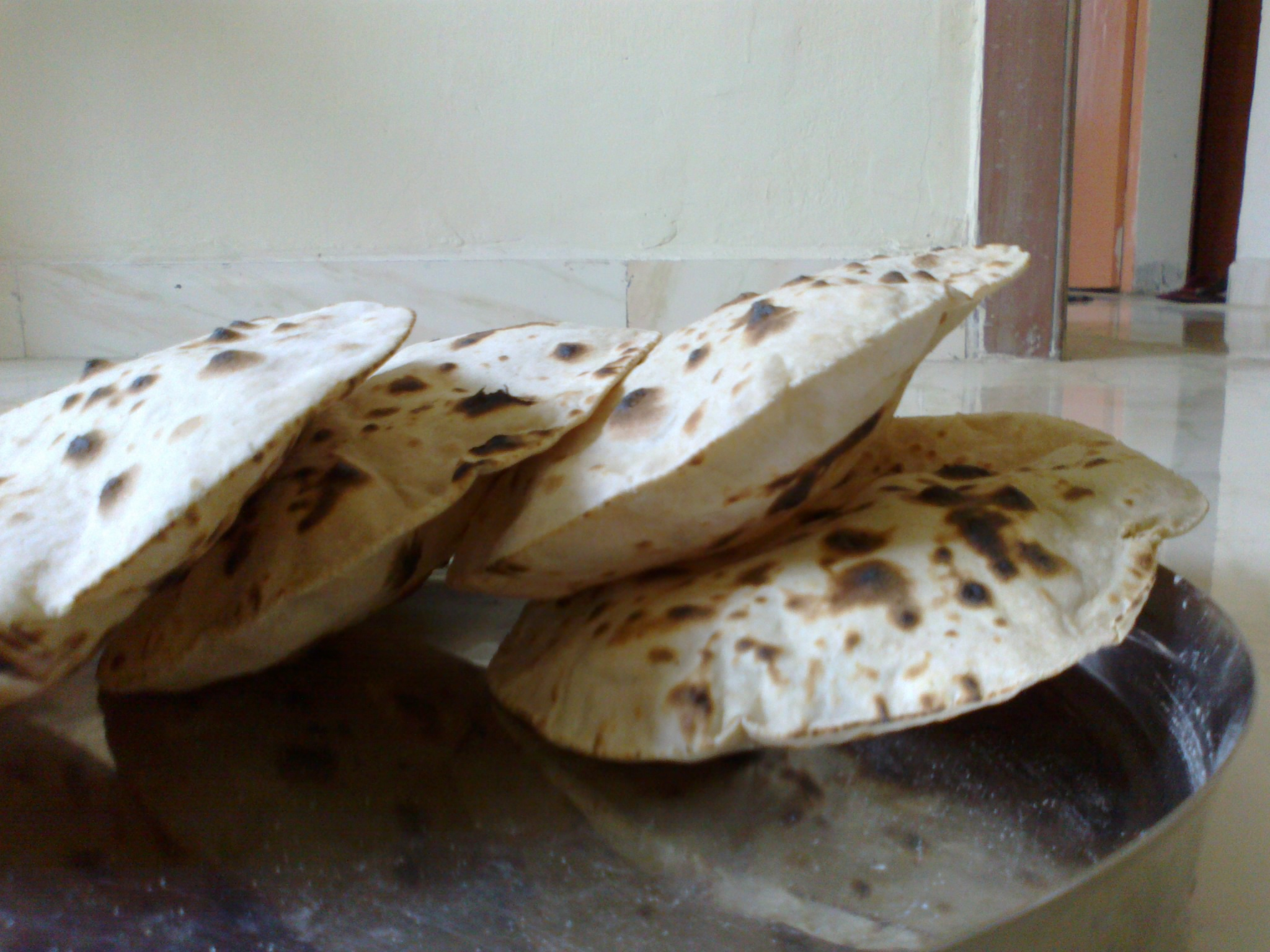
Свіжоприготовані чапаті з відкритого вогню
Приготування чапаті качалкою
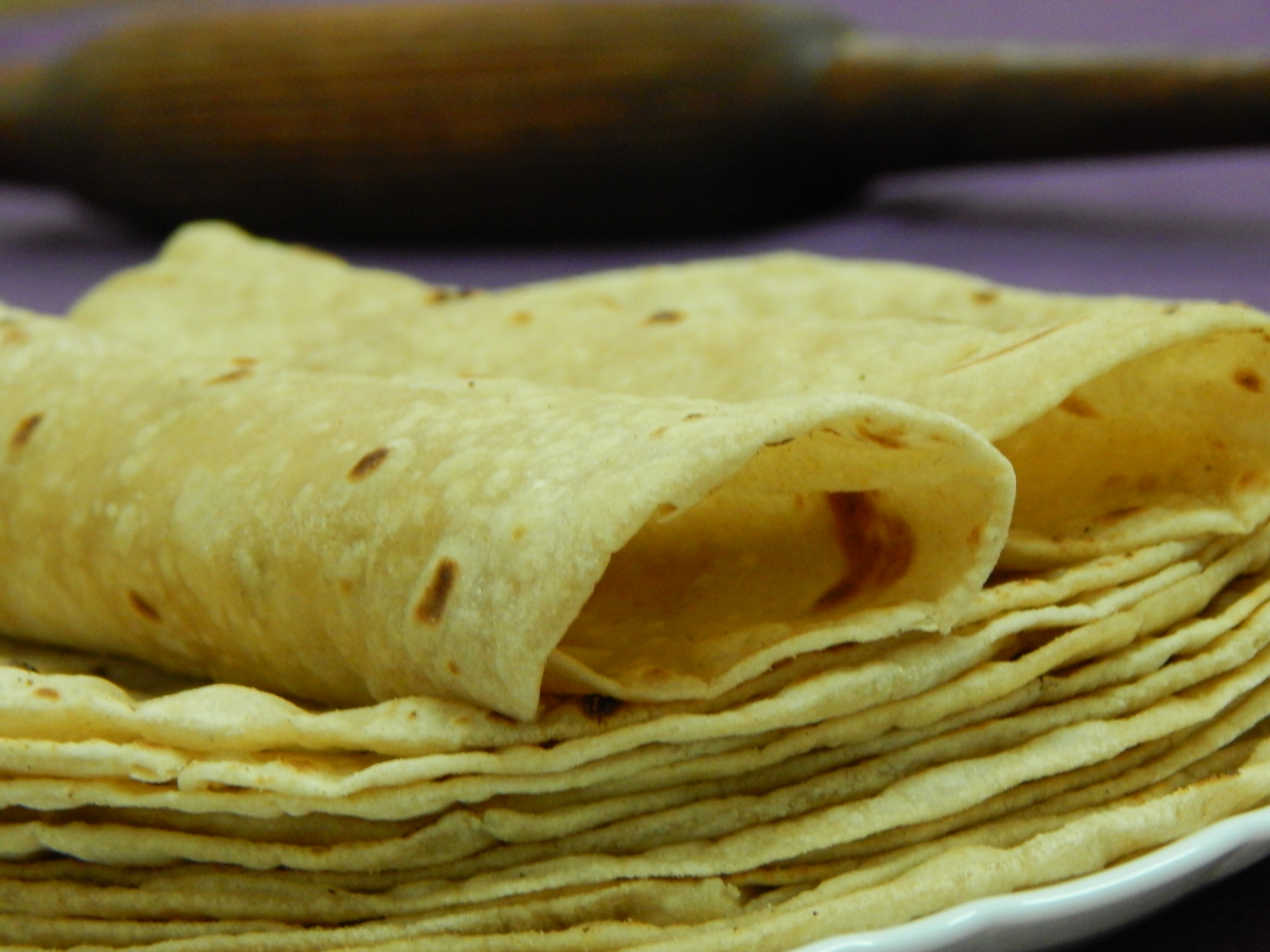
Гуджараті чапаті, відомий як ротлі, який є тоншим
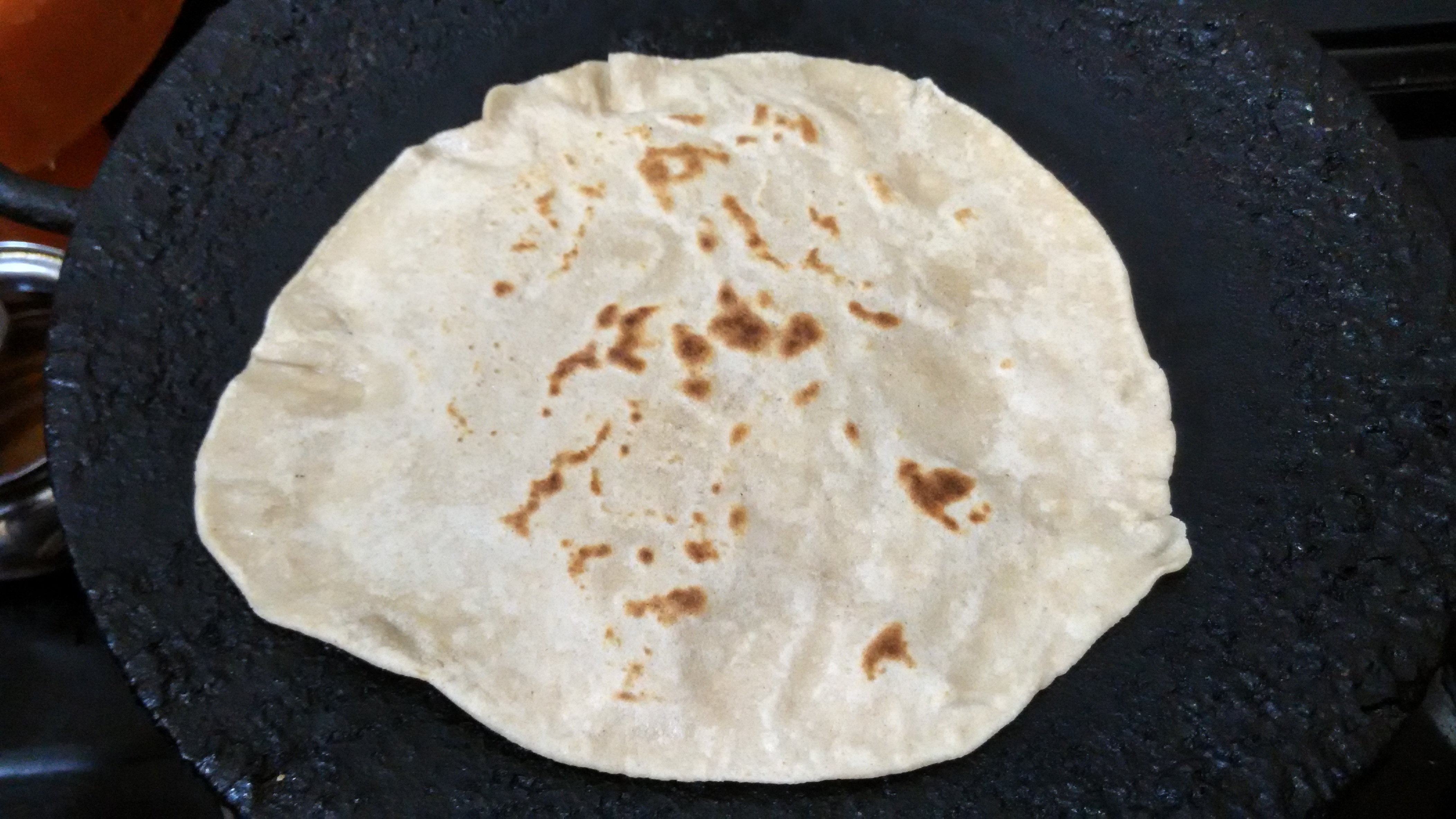
Чапаті готують у Таміл Наду
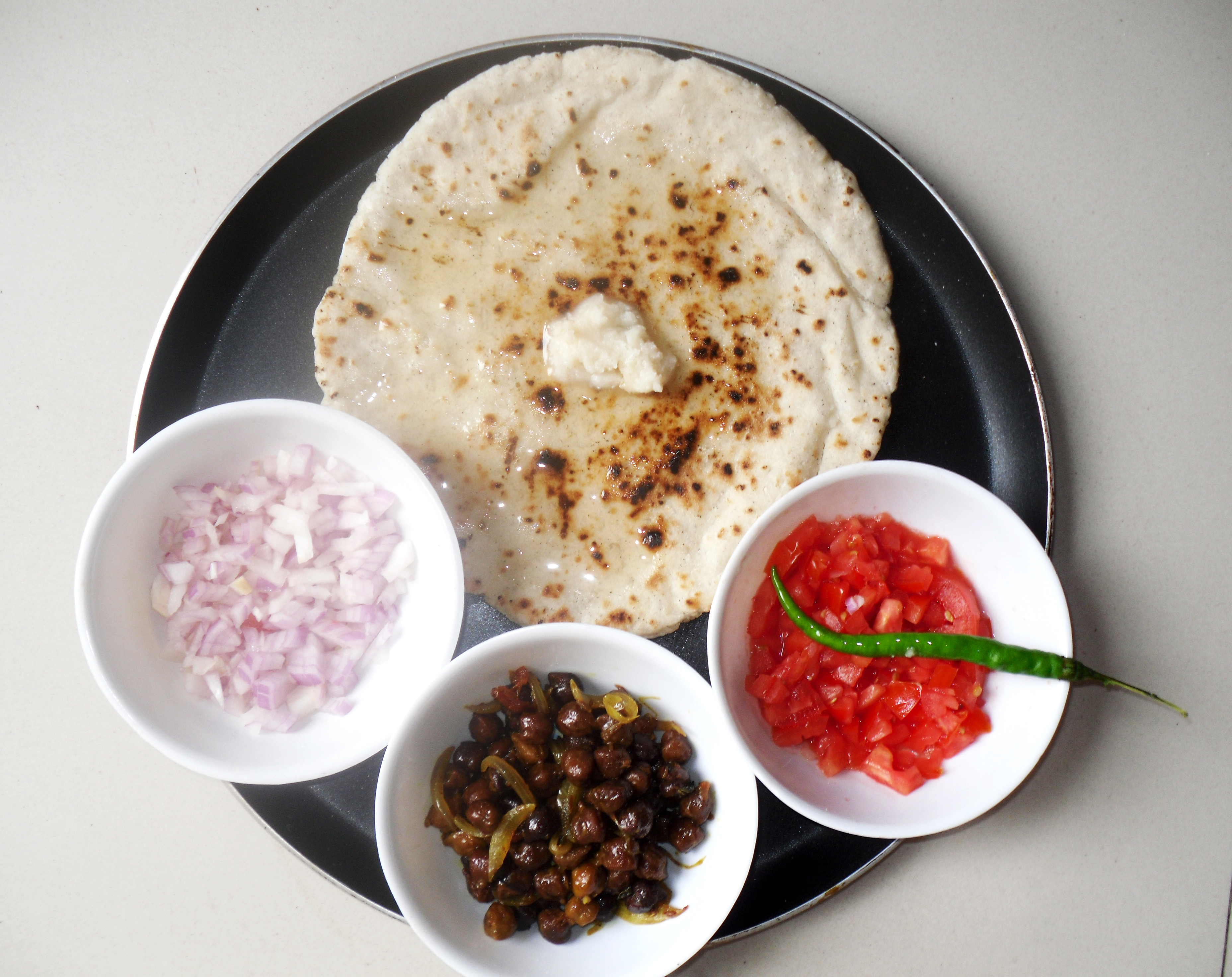
Чапаті подають із широкими гарнірами, поливши маслом
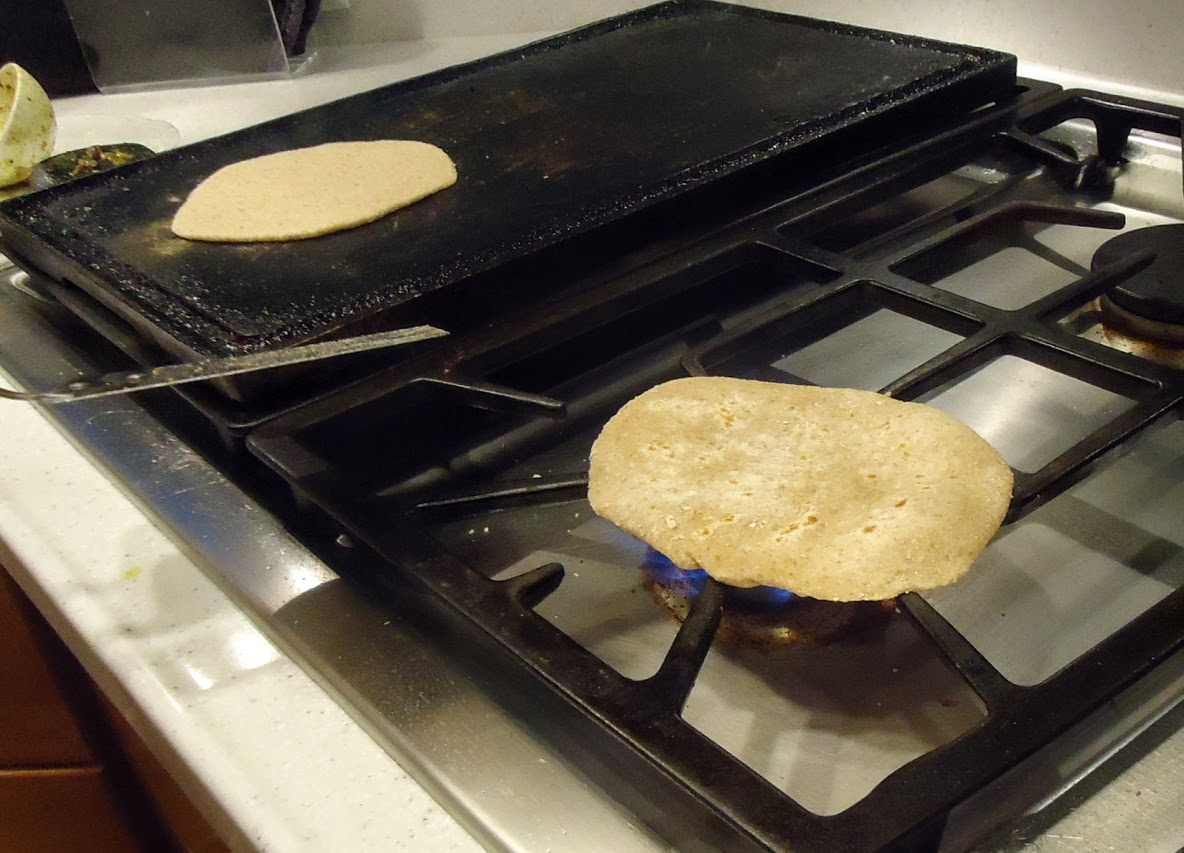
Чапаті готували на відкритому вогні після приготування на таві